# XXII Giochi del Commonwealth
I Giochi del Commonwealth del 2022, ufficialmente conosciuti come XXII Giochi del Commonwealth e brevemente come Birmingham 2022, sono un evento internazionale multi-sport, per gli atleti del Commonwealth, che si sono tenuti a Birmingham, in Inghilterra, dal 28 luglio all'8 agosto 2022. Birmingham è stata annunciata come città ospitante il 21 dicembre 2017, ed è la terza volta che l'Inghilterra ospita i Giochi del Commonwealth dopo Londra 1934 e Manchester 2002.

## Selezione della sede

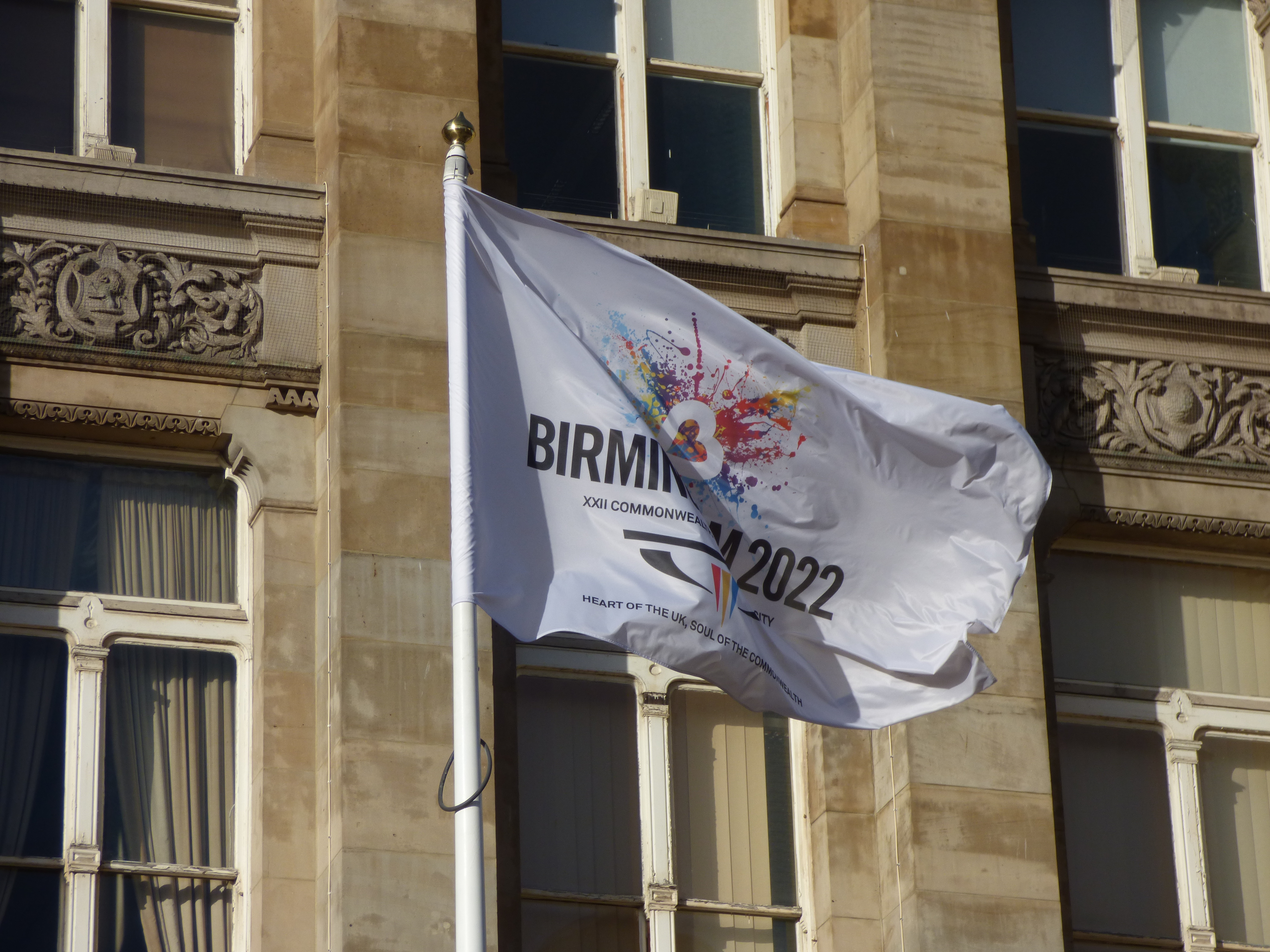
Bandiera di Birmingham 2022 (con logo) in Victoria Square, a Birmingham nel gennaio 2018

Inizialmente si erano proposte per l'organizzazione due città: Durban in Sudafrica e Edmonton in Canada. Edmonton ritirò la sua proposta nel febbraio 2015, lasciando Durban come unica aspirante all'Assemblea Generale della CGF nel settembre 2015. Durban inizialmente si assicurò il diritto di ospitare i giochi, poiché era l'unica ad essersi proposta. La città in precedenza aveva preso in considerazione la possibilità di proporsi come organizzatrice delle Olimpiadi estive del 2020 o 2024, ma in seguito abbandonò l'idea perché voleva concentrarsi sui Giochi del Commonwealth del 2022. Sarebbe stata la prima volta che i giochi si sarebbero svolti in Africa e la seconda volta che li avrebbe ospitati una repubblica del Commonwealth dopo Delhi, in India, nel 2010. L'apertura dei giochi era prevista per il 18 luglio 2022, in coincidenza con il compleanno del defunto presidente sudafricano Nelson Mandela. Nel febbraio 2017 emerse che Durban avrebbe potuto non essere in grado di ospitare i giochi a causa di vincoli finanziari. Ciò venne confermato un mese dopo, il 13 marzo 2017, quando la Commonwealth Games Federation (CGF) privò Durban dei diritti di ospitare i Giochi.

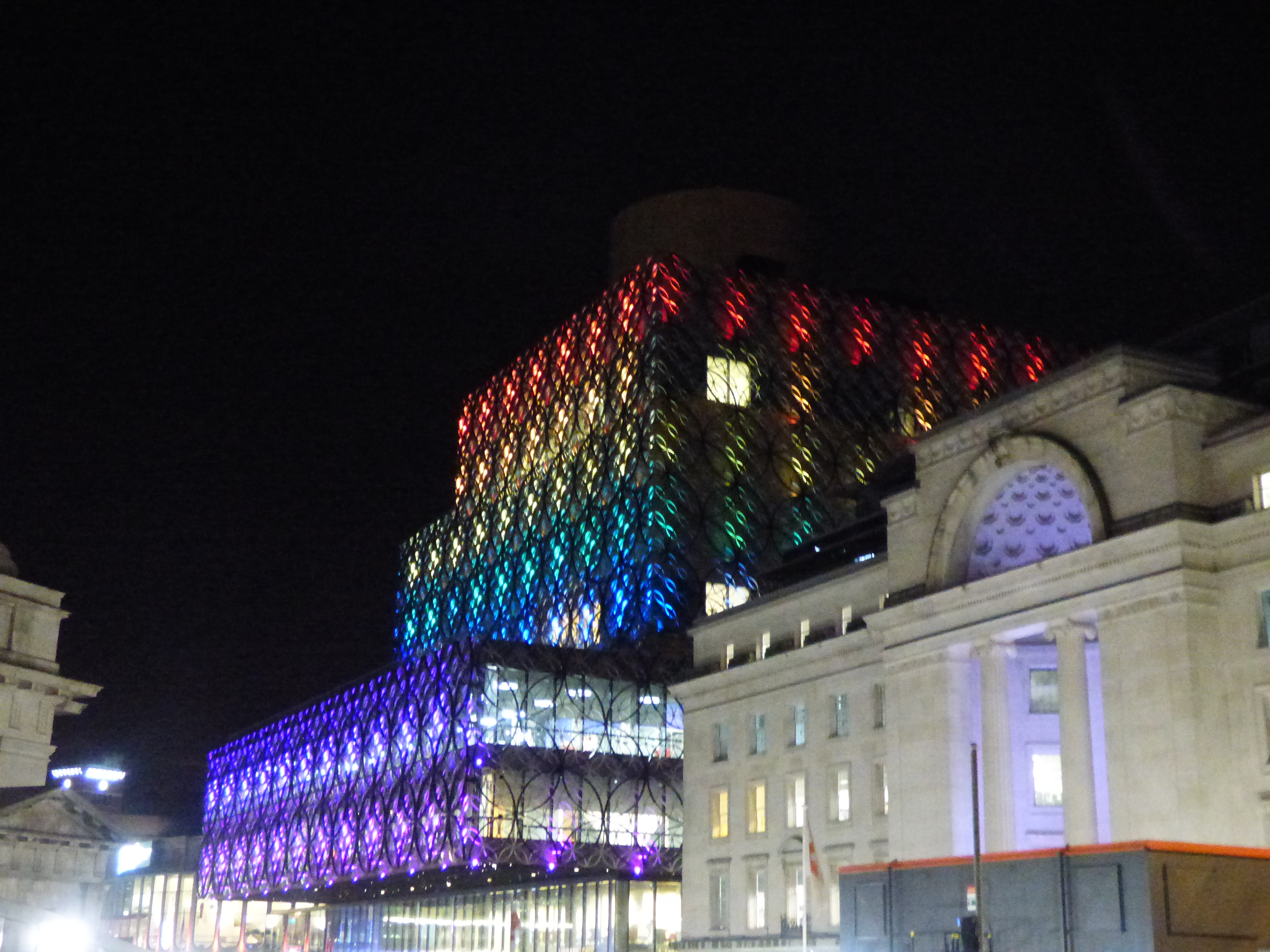
La Biblioteca di Birmingham è stata illuminata con colori diversi per celebrare l'assegnazione dei Giochi del Commonwealth del 2022

La procedura di offerta per i Giochi del Commonwealth del 2022 venne rilanciata nel marzo 2017, quando le città inglesi di Birmingham e Liverpool espressero il loro interesse nell'ospitare i Giochi. Il 14 marzo 2017 anche Manchester espresso interesse ad ospitare i Giochi. Venne presa in considerazione anche un'offerta congiunta di Birmingham, Liverpool, Londra e Manchester.
Nell'aprile 2017, il Governo del Regno Unito chiese ai consigli comunali di presentare proposte per ospitare i Giochi del 2022 ma solo Birmingham e Liverpool presentarono proposte ufficiali al Dipartimento per la cultura, i media e lo sport. Londra rifiutò di fare proposte, poiché si stava concentrando sulla preparazione per i campionati Campionati del mondo di atletica leggera 2017 e i Campionati del mondo di atletica leggera paralimpica 2017. Il 27 aprile 2017, il Manchester City Council annunciò che Manchester non avrebbe fatto offerte per i Giochi ma avrebbe potuto co-ospitarli con altre città inglesi. All'inizio di settembre 2017, Birmingham venne selezionata essendo stata preferita a Liverpool.
La CGF annunciò che il termine per la presentazione delle offerte era il 30 settembre 2017 e il suo consiglio di amministrazione avrebbe dovuto annunciare la città ospitante entro la fine del 2017. La società Giochi del Commonwealth England presentò l'offerta di Birmingham prima della scadenza stabilita. Tuttavia venne annunciato che l'offerta non era del tutto conforme e la procedura di gara venne prorogata fino al 30 novembre 2017. La CGF aveva posto 170 quesiti sull'offerta di Birmingham. Il 21 dicembre 2017 venne definitivamente assegnata l'organizzazione dei Giochi del 2022 a Birmingham in sostituzione di Durban. Louise Martin, presidente della CGF, diede l'annuncio ufficiale in una conferenza stampa all'Arena Academy di Birmingham.
| Città      | Nazione     | Voti                                    |
| ---------- | ----------- | --------------------------------------- |
| Birmingham | Inghilterra | Unanime (2017)                          |
| Durban     | Sudafrica   | Unica proponente (2015) Ritirata (2017) |

## Sviluppo e preparazione
Eesponsabile della pianificazione e della realizzazione operativa dei Giochi è il Comitato organizzatore dei Giochi del Commonwealth 2022 (BOCCG). Ha il compito della gestione degli eventi sportivi, delle sedi e delle competizioni, della vendita dei biglietti, di tutte le cerimonie e del Queen's Baton Relay. La sede del comitato organizzatore si trova nell'edificio One Brindleyplace e rimane in carica fino al dicembre 2022.
Nel marzo 2018, la BOCCG ha pagato una commissione di 25 milioni di sterline (35 milioni di dollari) alla CGF per il diritto di ospitare i Giochi. La quota includeva £ 20 milioni ($ 28 milioni) per l'assegnazione della sede dei Giochi e £ 5 milioni ($ 7 milioni) per il lavoro di sviluppo nel Commonwealth.
Nel luglio 2018, il primo ministro britannico Theresa May nominò John Crabtree presidente del BOCCG. Nel gennaio 2019, Ian Reid fu annunciato come amministratore delegato. Il 6 giugno 2019, il Governo del Regno Unito ha presentato il disegno di legge sui Giochi del Commonwealth che garantiva il divieto di vendita non autorizzata di biglietti per i Giochi, un flusso di trasporto efficace intorno alle sedi dei Giochi, la protezione completa dei diritti commerciali e il rispetto delle regole di correttezza finanziaria da parte del finanziamento del governo. Il disegno di legge ha ricevuto il Royal Assent e, il 25 giugno 2020, è stato approvato ufficialmente il Birmingham Commonwealth Games Act 2020.
Nel giugno 2020, è stato annunciato che l'intero programma dei Giochi sarebbe stato posticipato di un giorno per ridurre i conflitti con gli eventi sportivi riprogrammati a causa della pandemia di COVID-19, in particolare il Campionato europeo femminile di calcio 2022 che si terrà dal 6 al 31 luglio in Inghilterra. L'orario della cerimonia di apertura sarebbe stato in conflitto con una delle semifinali. Altra sovrapposizione con gli ultimi giorni dei Campionati del mondo di atletica leggera 2022 che si terranno dal 15 al 24 luglio.

### Villaggio degli atleti
L'11 agosto 2020, la BOCCG ha annunciato che gli atleti e i dirigenti delle squadre saranno alloggiati in tre villaggi "campus" vicini alle sedi delle competizioni presso l'Università di Birmingham, l'Università di Warwick e il NEC Hotel Campus. Circa 1.600 atleti e funzionari saranno ospitati presso il NEC Hotel Campus, 1.900 presso l'Università di Warwick e 2.800 nel villaggio principale presso l'Università di Birmingham.

### Trasporti

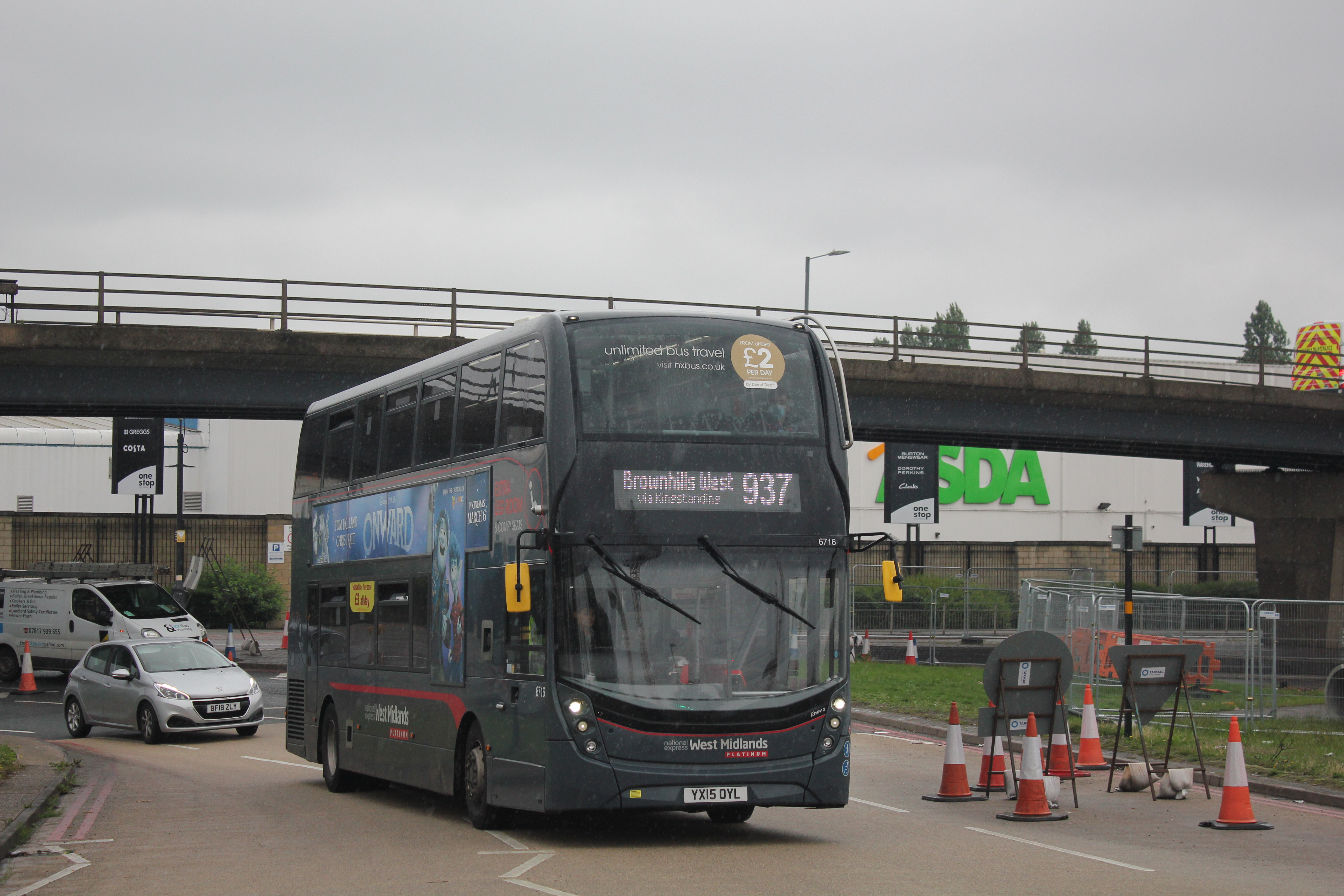
Parte del cavalcavia A34 a Perry Barr, da allora demolito

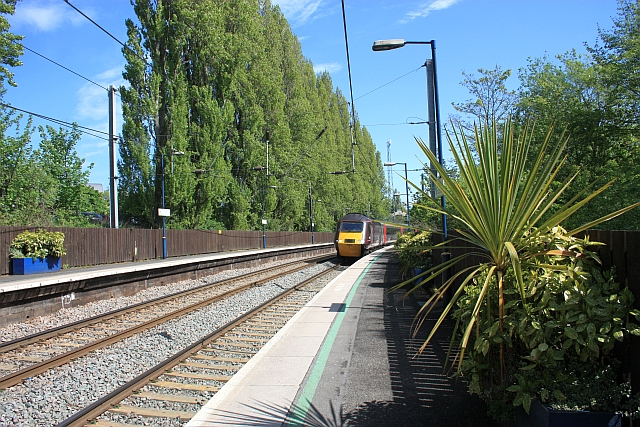
Stazione universitaria, in fase di ristrutturazione

Il cavalcavia A34 a Perry Barr è stato demolito a favore di una doppia carreggiata a livello del suolo, pista ciclabile e servizi di trasporto pubblico migliorati che sono stati approvati dal Consiglio comunale di Birmingham nell'ottobre 2019 nell'ambito del suo programma da 27,1 milioni di sterline.
Nel gennaio 2020 il consiglio comunale ha annunciato che l'esistente National Express Bus Depot a Perry Barr sarebbe stato demolito poiché il sito del deposito sarebbe stato utilizzato per costruire la fase due del villaggio degli atleti. Sarà costruito un deposito sostitutivo su un terreno, in gran parte di proprietà comunale, nella vicina Aston Lane, ad un costo di 16 milioni di sterline, otto volte la stima originaria.
La stazione ferroviaria dell'Università, che serve l'Università di Birmingham, sarà rinnovata e dovrebbe essere completata in tempo per i Giochi. L'Università di Birmingham ospiterà eventi di hockey e squash. Lo studio di architettura Associated Architects, con sede a Birmingham, ha realizzato il progetto della ristrutturazione della stazione. Le sue proposte per la fermata, sulla linea suburbana Cross City Line in direzione sud-ovest fuori città, includono un nuovo ponte pedonale sul Worcester e sul canale di Birmingham. Il progetto prevede che la nuova stazione verrà costruita adiacente a quella esistente che serve l'università e sarà in grado di ospitare circa sette milioni di passeggeri all'anno, il doppio del traffico della stazione attuale. La ristrutturazione della stazione costerà circa 22 milioni di sterline. Nel luglio 2020 è stato annunciato che il costo della ristrutturazione è stato aumentato a 56 milioni di sterline, di cui 12 milioni saranno finanziati dal governo britannico.
Transport for West Midlands (TfWM) fornirà il primo percorso continuo di autobus urbani in tempo per i Giochi. La nuova linea di autobus Sprint effettuerà un servizio espresso lungo la A34 e la A45 tra Walsall e l'aeroporto di Birmingham e da Solihull a Walsall attraverso il centro città. Il servizio sarà a emissioni zero con segnali prioritari e corsie di autobus estese, insieme a "un'esperienza di imbarco rapido" per migliorare i tempi di percorrenza e l'affidabilità. Il West Midlands Combined Authority Board ha approvato il finanziamento di 88 milioni di sterline e il programma di consegna per Sprint, che offrirà servizi ai pendolari e ai visitatori dei Giochi in luoghi chiave tra cui l'Alexander Stadium, l'Arena Birmingham e il Resorts World Arena.

### Costo e finanziamento
Al momento della presentazione dell'offerta alla CGF, il comitato di offerta aveva annunciato che l'evento sarebbe costato 750 milioni di sterline. Il 25 giugno 2019, il governo britannico ha annunciato che l'evento costerà 778 milioni di sterline. Il governo britannico coprirà il 75% (594 milioni di sterline) e il consiglio comunale di Birmingham il restante 25% (184 milioni di sterline). La cifra stanziata è inferiore ai 967 milioni di sterline spesi per i XXI Giochi del Commonwealth del 2018, ma superiore ai 543 milioni di sterline spesi per i XX Giochi del Commonwealth disputati a Glasgow nel 2014. È destinato a diventare l'evento sportivo più costoso del Regno Unito dalle Olimpiadi estive del 2012 a Londra, costate 8,8 miliardi di sterline. Il costo reale sarà pubblicato dopo il completamento.

### Biglietteria
Si prevede che saranno emessi oltre 1 milione di biglietti per le gare dei Giochi. Il 14 luglio 2021 è stata aperta una votazione per i biglietti per i residenti locali, con la votazione principale per i biglietti da destinare a tutti gli altri prevista dall'8 al 30 settembre.

### Sicurezza
La polizia delle West Midlands ha programmato la necessità di circa 3000 agenti per pattugliare i Giochi del Commonwealth del 2022. 1000 di questi proverranno dalla polizia delle Midlands occidentali e 2000 da un accordo di "mutuo soccorso" con altre forze del Regno Unito.

### Conto alla rovescia

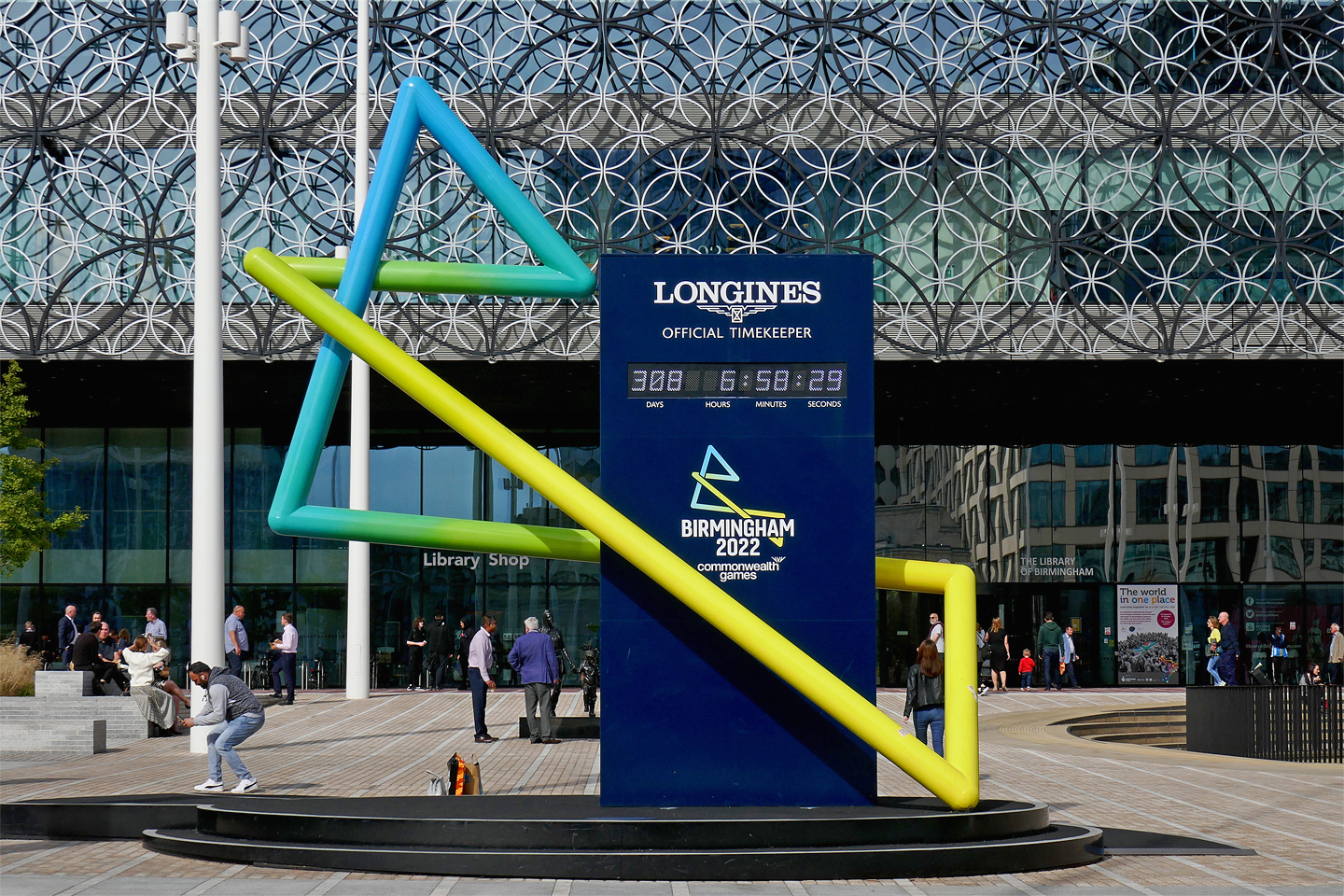
L'orologio del conto alla rovescia di Birmingham 2022 in Centenary Square

Un orologio per il conto alla rovescia è stato svelato, durante la Giornata del Commonwealth, in Centenary Square il 9 marzo 2020, 870 giorni prima dell'inizio dei Giochi. L'orologio è stato sponsorizzato dall'azienda di orologeria svizzera Longines che ha firmato anche il nuovo accordo di partnership con la CGF. La struttura dell'orologio riprende la forma del logo "B" dei Giochi ed è stata prodotta in Inghilterra.

### Staffetta del testimone della Regina
Durante la 16a staffetta ufficiale del Queen's Baton, il testimone sarà trasportato attraverso il Commonwealth da persone scelte, e visiterà tutte le 72 nazioni e territori del Commonwealth, coprendo 140.000 chilometri. La staffetta è iniziata il 7 ottobre 2021 e il suo viaggio, di 294 giorni, si concluderà alla cerimonia di apertura dei Giochi del Commonwealth di Birmingham 2022 il 28 luglio 2022.
Il primo staffettista che ha ricevuto il "Baton dalla Regina", è stata la quattro volte medaglia d'oro paralimpica, Kadeena Cox. Tutti gli steffettisti ufficiali sono membri del pubblico, selezionati per il loro ampio lavoro di volontariato all'interno delle loro comunità. Altri importanti staffettisti comprendono: il cinque volte campione della memoria da Guinness World Record e fiduciario di beneficenza Monty Lord, il quattro volte campione dell'inseguimento individuale Hugh Porter e il giudice Jason Warner, pioniere del colore e dell'orgoglio della Gran Bretagna LGBTQ+.

## Impianti

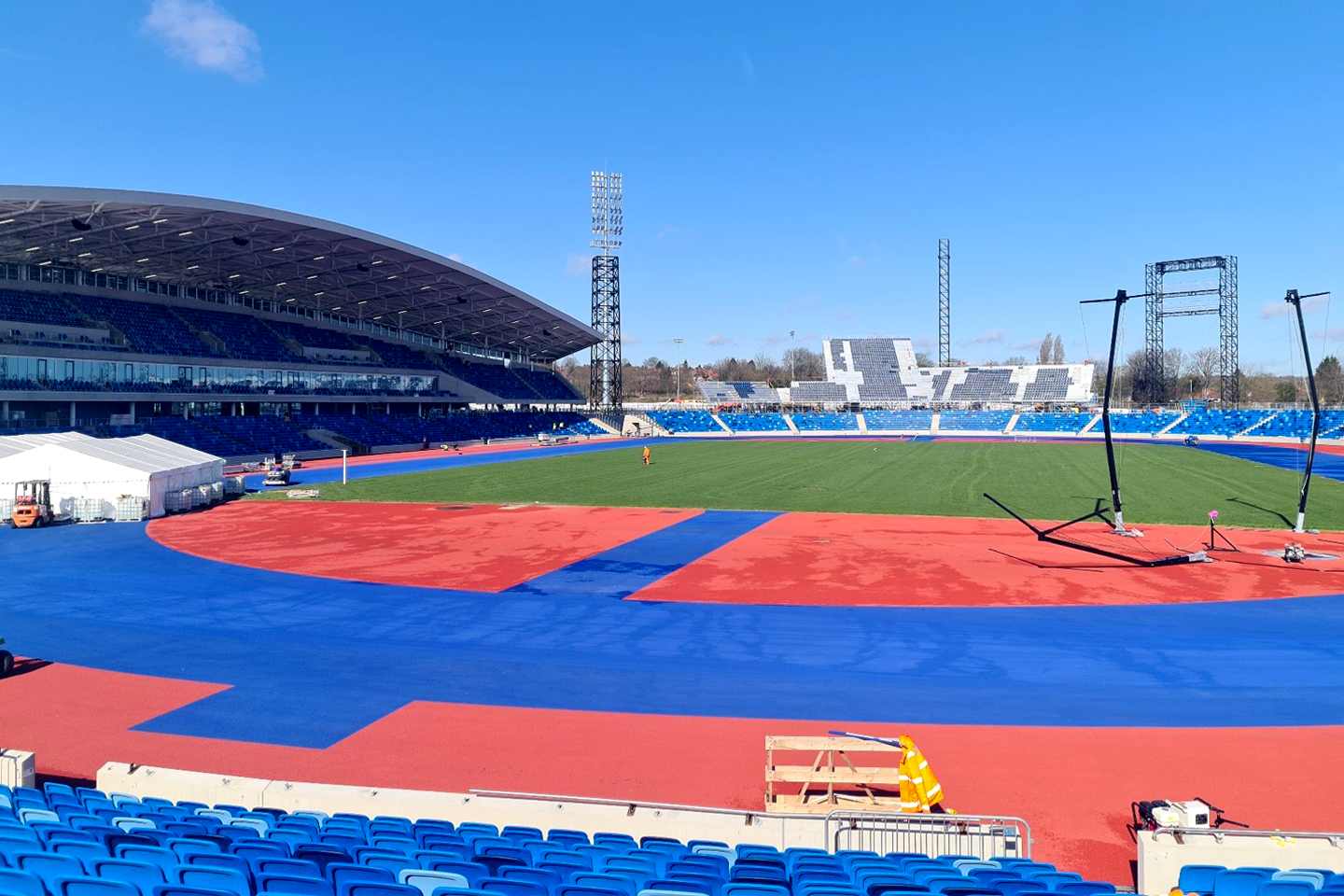
Alexander Stadium in ristrutturazione per i Giochi (settembre 2021)

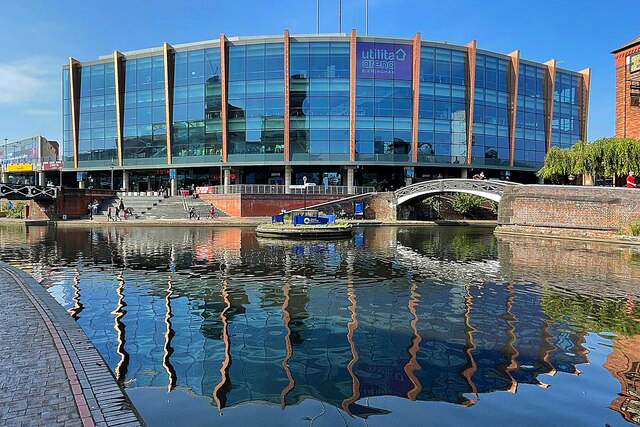
Arena Birmingham

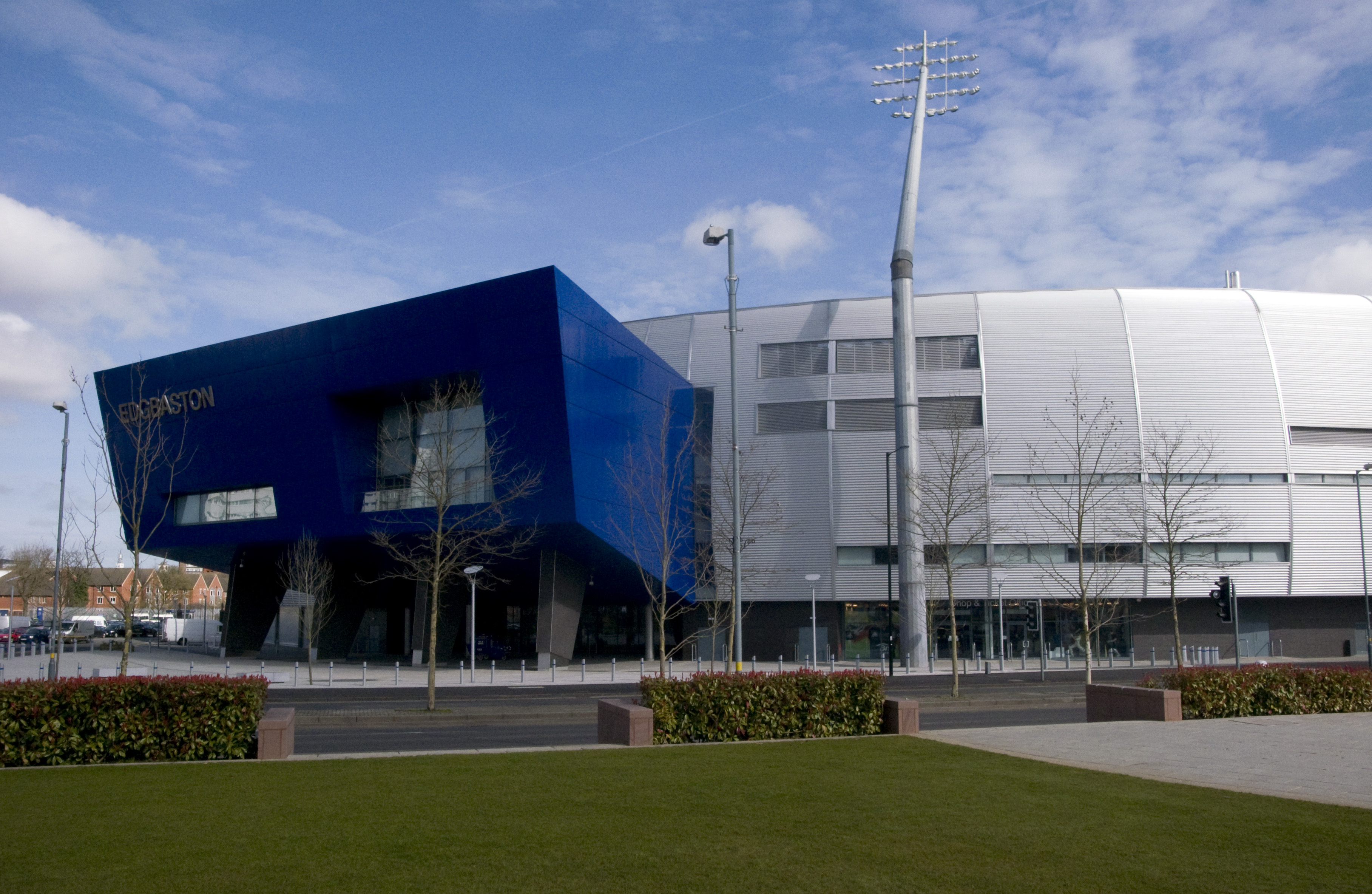
Campo da cricket di Edgbaston

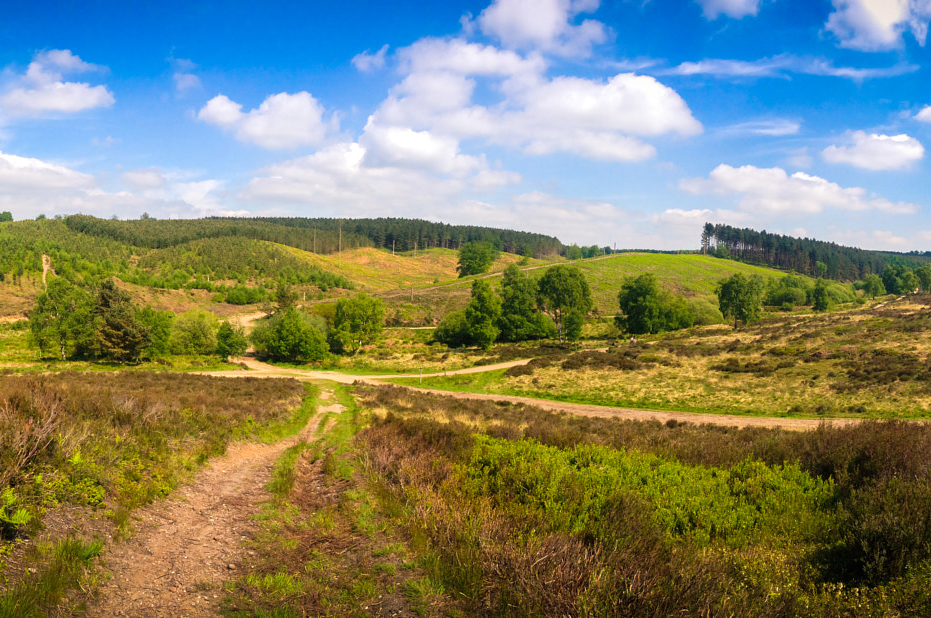
Cannock Chase Forest

Birmingham 2022 si svolgerà in 15 sedi sparse nella regione delle West Midlands, sette delle quali, tra cui lo stadio di atletica leggera e il percorso della maratona, si trovano nella città di Birmingham. Il complesso del National Exhibition Centre, situato ai margini della città nella vicina Solihull, ospiterà i Giochi sia nelle sue sale espositive che presso la NEC Arena. Le altre sei città regionali sono Coventry, Cannock Chase, Leamington Spa, Sandwell, Warwick e Wolverhampton. Una sedicesima sede, il London Velopark a Stratford, East London, ospiterà il ciclismo su pista.
Gli impianti seguenti saranno utilizzati per la disputa delle gare:

### Birmingham
- Alexander Stadium (ristrutturato) – cerimonia di apertura, cerimonia di chiusura, atletica
- Arena Birmingham (esistente) – ginnastica
- Campo da cricket di Edgbaston (esistente) – cricket
- Smithfield (stadi temporanei appositamente costruiti) - basket 3x3, basket su sedia a rotelle 3x3, beach volley
- Sutton Park (esistente) – triathlon
- Università di Birmingham (esistente) – hockey, squash
- Victoria Square (esistente) – maratona (arrivo)

### Regione delle Midlands occidentali
- Distretto di Cannock Chase: Cannock Chase (esistente) – ciclismo (mountain bike, strada, cronometro)
- Coventry: Coventry Arena (esistente) – rugby a sette, judo, wrestling
- Leamington Spa: Victoria Park (esistente) – bocce
- Sandwell: Sandwell Aquatics Center (costruito appositamente) - sport acquatici
- Solihull: National Exhibition Centre (esistente)
  - Padiglione 1 – sollevamento pesi, para-powerlifting
  - Padiglione 3 – ping-pong, para-ping-pong
  - Padiglione 4 – pugilato
  - Padiglione 5 – badminton
- Solihull: NEC Arena (esistente) – netball
- Warwick: St. Nicholas' Park (esistente) – ciclismo (corsa su strada)
- Wolverhampton: West Park (esistente) – ciclismo (prove a tempo)

### Sudest
- Londra: London Velopark (esistente) – ciclismo (pista)

## Cerimonie

### Cerimonia d'apertura
La cerimonia di apertura si svolgerà all'Alexander Stadium il 28 luglio 2022, con tutti i 72 paesi del Commonwealth. Per le Barbados, sarà la prima partecipazione da quando è diventata una repubblica il 30 novembre 2021.

### Cerimonia di chiusura
La cerimonia di chiusura si terrà l'8 agosto 2022, con tutti i 72 paesi che torneranno all'Alexander Stadium. La bandiera della Commonwealth Games Federation sarà consegnata ai rappresentanti del Victoria, che ospiterà i Giochi del Commonwealth del 2026.

## Partecipazione
Al 29 maggio 2022, 63 delle 72 associazioni dei Giochi del Commonwealth hanno confermato che avrebbero inviato atleti ai Giochi del Commonwealth del 2022.
| Partecipanti ai Commonwealth Games |
| --- |
| - Anguilla - Australia - Bangladesh - Barbados - Belize - Bermuda - Botswana - Brunei - Camerun - Canada - Cipro - ESwatini - Figi - Galles - Gambia - Ghana - Giamaica - Gibilterra - Guernsey - Guyana - India - Inghilterra (paese ospitante) - Irlanda del Nord - Isola di Man - Isola Norfolk - Isola di Jersey - Isole Cook - Isole Falkland - Isole Salomone - Isole Vergini britanniche - Kenya - Kiribati - Lesotho - Malawi - Malaysia - Maldive - Malta - Mauritius - Montserrat - Nauru - Nuova Zelanda - Nigeria - Niue - Pakistan - Papua Nuova Guinea - Ruanda - Saint Kitts e Nevis - Saint Lucia - Saint Vincent e Grenadine - Sant'Elena - Samoa - Scozia - Seychelles - Singapore - Sudafrica - Sri Lanka - Tanzania - Tonga - Trinidad e Tobago - Tuvalu - Uganda - Vanuatu - Zambia |

## Gli sport
In occasione di questi Giochi entra in vigore una nuova edizione della Carta dei Giochi del Commonwealth. Oltre ai dieci sport principali che facevano parte dei XXI Giochi del Commonwealth del 2018, atletica leggera, badminton, boxe, hockey su prato, bocce, netball (per donne), rugby a 7, squash, nuoto e sollevamento pesi, ne saranno aggiunti cinque nuovi: ciclismo su strada, judo (precedentemente opzionale), triathlon, ping pong e wrestling. La carta prevede che debbano essere integrati anche una serie di eventi per atleti d'élite con disabilità in quattro sport principali: atletica leggera, bocce, nuoto e sollevamento pesi (quest'ultimo è in realtà rappresentato da una variazione del powerlifting). Questo documento stabilisce anche l'elenco degli sport e delle discipline opzionali che possono essere scelti dall'organizzazione di ogni edizione: tiro con l'arco (ricurvo), basket (3x3), beach volley, ciclismo (mountain bike e ciclismo su pista), ginnastica ritmica e tiro a segno (piattello, canna piena, canna piccola e pistola). La stessa norma stabilisce inoltre che le seguenti manifestazioni per gli atleti con disabilità sono facoltative: basket in carrozzina (3x3), para-pista, para-ping-pong e para-triathlon. Compresi gli sport obbligatori e facoltativi (discipline), non ci devono essere più di 4 sport di squadra nel programma dei Giochi del Commonwealth. Se si seleziona la pallacanestro (3x3) dal pool degli sport facoltativi, la pallacanestro (sedia a rotelle par 3x3) diventa un evento obbligatorio (o viceversa), nel qual caso lo sport della pallacanestro è considerato uno sport di squadra. Nei casi in cui il cricket viene selezionato dal pool di sport opzionali, anche il basket in sedia a rotelle diventa parte del programma e potrebbe essere uno sport di squadra eccezionale. Rispettando le richieste locali, uno sport in più o alcuni eventi extra possono essere inclusi in questo elenco, ma possono dover essere approvati dalla Commonwealth Games Federation due anni prima della prossima edizione. Le regole attuali determinano anche la parità di genere, che stabilisce lo stesso numero di eventi in programma per uomini e donne.
Con queste modifiche, approvate nel 2018, il programma di questa edizione sarà in parte diverso da quello di quattro anni prima. Oltre all'aggiunta del judo agli sport di base, gli organizzatori locali hanno deciso di organizzare un torneo di cricket femminile, sfruttando le infrastrutture locali. Tornando ai giochi, per la prima volta dopo una pausa di 24 anni, a causa di vari problemi di calendario, lo sport sarà per la prima volta esclusivamente femminile.
Alcuni eventi verranno inseriti per la prima volta, come il basket 3x3 e la sua controparte su sedia a rotelle. Si prevede che questa edizione avrà il maggior numero di eventi disponibili per donne e atleti con disabilità nella storia dei Giochi.
Nell'ottobre 2020 è stato rivelato il numero finale di eventi da disputare a Birmingham. Ci saranno 283 finali in 20 sport. Un'altra differenza rispetto al 2018 è che il numero di eventi per le donne (136) sarà superiore a quello per gli uomini (134). Questa sarà la prima volta nella storia di un grande evento multisportivo che ciò accade. Inoltre, verranno disputati 13 eventi misti poiché alcune nuove staffette sono incluse nell'atletica leggera e nel nuoto. Insieme al torneo di cricket, anche il numero di eventi disponibili per gli atleti d'élite con disabilità (EAD) è aumentato da 36 a 42, poiché le staffette universali vengono aggiunte all'atletica leggera e al nuoto, insieme al primo torneo di basket in sedia a rotelle nella storia dei Giochi. Inoltre, alcuni sport hanno cambiato i loro eventi, come la sostituzione del basket con il basket 3x3. Questo elenco non include gli eventi che si sarebbero tenuti in India.
Nell'elenco seguente il numero di eventi in ogni disciplina è indicato tra parentesi.
- Atletica leggera (dettagli) (58)
- Badminton (dettagli) (6)
- Beach volley (dettagli) (2)
- Ciclismo (dettagli)
  -  Ciclismo su strada (4)
  -  Ciclismo su pista (20)
  -  Mountain biking (2)
- Cricket (dettagli) (1)
- Ginnastica
  -  Ginnastica artistica (dettagli) (14)
  -  Ginnastica ritmica (dettagli) (6)
- Hockey su prato (dettagli) (2)
- Lawn bowls (dettagli) (11)
- Judo (dettagli) (14)
- Lotta (dettagli) (12)
- Netball (dettagli) (1)
- Nuoto (dettagli) (52)
- Pallacanestro 3x3 (dettagli) (2)
- Powerlifting (dettagli) (4)
- Pugilato (dettagli) (16)
- Rugby a 7 (dettagli) (2)
- Squash (dettagli) (5)
- Sollevamento pesi (dettagli) (16)
- Tennistavolo (dettagli) (11)
- Tiro a segno (dettagli) (19)
- Triathlon (dettagli) (5)
- Tuffi (dettagli) (12)

### Nuovi sport
Il 22 dicembre 2017, la BBC ha riferito che gli organizzatori dei Giochi erano in trattative con l' International Cricket Council (ICC) sull'inclusione del cricket femminile. Nel novembre 2018, l'ICC ha confermato di aver presentato un'offerta per includere il cricket femminile nei Giochi. L'offerta è stata presentata in collaborazione con l'England and Wales Cricket Board (BCE).
È stato anche riferito che è probabile che le gare di tiro siano escluse dai Giochi citando la mancanza di strutture intorno a Birmingham. Fino ad ora erano state incluse in tutti i Giochi del Commonwealth da Kingston nel 1966, ad eccezione di Edimburgo nel 1970. A gennaio 2018 l'esclusione delle gare di tiro dal programma dei Giochi è stato confermato dal CEO della CGF David Grevemberg. Nel dicembre 2018, la delegazione della International Shooting Sport Federation (ISSF), incluso il presidente della ISSF Vladimir Lisin e il CEO della British Shooting (BS) Hamish McInnes, ha visitato Birmingham e ha discusso con il comitato organizzatore per aggiungere le rgare di tiro ai Giochi del Commonwealth del 2022.
Nel dicembre 2018, la Federazione Internazionale di Tiro con l'Arco (WA) ha confermato di aver presentato una proposta per l'inclusione del tiro con l'arco nelle gare dei Giochi. L'offerta è stata fatta in collaborazione con Archery GB e proponeva l'Aston Hall come sede di gara suggerita.
Nel giugno 2019, il comitato organizzatore di Birmingham ha raccomandato il para ping pong e il beach volley per i Giochi e la proposta è stata approvata dal consiglio di amministrazione della CGF.
Il 13 agosto 2019 la CGF ha annunciato ufficialmente che il cricket T20 femminile, il beach volley e il para ping pong sono stati inclusi nei Giochi mentre il tiro con l'arco e le gare di tiro sono state escluse.
Nel gennaio 2020, il Comitato Olimpico Indiano (IOA), che è anche l'entità responsabile della partecipazione del paese ai Giochi del Commonwealth, ha presentato una proposta alla CGF per ospitare campionati di tiro con l'arco e tiro a segno a Chandigarh nel gennaio 2022. La proposta è stata sostenuta dalla National Rifle Association of India (NRAI), dal governo indiano, dall'ISSF e dalla WA. Il consiglio di amministrazione della CGF ha approvato la proposta durante la riunione a Londra tenutasi dal 21 al 23 febbraio 2020 e ha anche confermato che i campionati di tiro e tiro con l'arco del Commonwealth del 2022 e i Giochi del Commonwealth del 2022 saranno due eventi del Commonwealth Sport organizzati e finanziati separatamente. La CGF emetterà un medagliere una settimana dopo la cerimonia di chiusura dei Giochi del Commonwealth di Birmingham 2022 che include i risultati dei Campionati di tiro con l'arco e tiro del Commonwealth di Chandigarh 2022, come ulteriore e finale classifica delle nazioni e dei territori in competizione dalle rispettive competizioni. Nel luglio 2021, la CGF ha annunciato che l'evento era stato cancellato a causa della pandemia di COVID-19 in India.
Nel febbraio 2022, la CGF ha annunciato che sarebbero stati inclusi gli eSport come evento di prova. L'inaugurale Commonwealth Esports Championship avrà marchi, medaglie e organizzazione separati e includerà eventi Dota 2, eFootball e Rocket League sia maschili che femminili.

## Calendario
Tutte le date sono indicate secondo il British Summer Time (UTC+1)
| OC | Cerimonia di apertura | ● | Competizioni | 1 | Finali | CC | Cerimonia di chiusura |

| Luglio/agosto 2022 | Luglio/agosto 2022   | Luglio     | Luglio     | Luglio    | Luglio      | Agosto   | Agosto    | Agosto      | Agosto    | Agosto    | Agosto   | Agosto     | Agosto   | Eventi        |
| Luglio/agosto 2022 | Luglio/agosto 2022   | giovedì 28 | venerdì 29 | sabato 30 | domenica 31 | lunedì 1 | martedì 2 | mercoledì 3 | giovedì 4 | venerdì 5 | sabato 6 | domenica 7 | lunedì 8 | Eventi        |
| ------------------ | -------------------- | ---------- | ---------- | --------- | ----------- | -------- | --------- | ----------- | --------- | --------- | -------- | ---------- | -------- | ------------- |
| Cerimonie          | Cerimonie            | OC         |            |           |             |          |           |             |           |           |          |            | CC       | nessuno       |
| Sport acquatici    | Tuffi                |            |            |           |             |          |           |             | 2         | 3         | 3        | 2          | 2        | 12            |
| Sport acquatici    | Nuoto                |            | 7          | 10        | 9           | 8        | 10        | 10          |           |           |          |            |          | 54            |
| Atletica leggera   | Atletica leggera     |            |            | 4         |             |          | 6         | 7           | 7         | 4         | 15       | 16         |          | 59            |
| Badminton          | Badminton            |            | ●          | ●         | ●           | ●        | 1         | ●           | ●         | ●         | ●        | ●          | 5        | 6             |
| Basket 3x3         | Basket 3x3           |            | ●          | ●         | ●           | ●        | 4         |             |           |           |          |            |          | 4             |
| Beach volley       | Beach volley         |            |            | ●         | ●           | ●        | ●         | ●           | ●         | ●         | ●        | 2          |          | 2             |
| Pugilato           | Pugilato             |            | ●          | ●         | ●           | ●        | ●         | ●           | ●         |           | ●        | 16         |          | 16            |
| Cricket            | Cricket              |            | ●          | ●         | ●           |          | ●         | ●           | ●         |           | ●        | 1          |          | 1             |
| Ciclismo           |                      |            |            |           |             |          |           |             |           |           |          |            |          |               |
| Mountain bike      |                      |            |            |           |             |          | 2         |             |           |           |          |            | 26       |               |
| Ciclismo su strada |                      |            |            |           |             |          |           | 2           |           |           | 2        |            | 26       |               |
| Ciclismo su pista  |                      | 6          | 4          | 6         | 4           |          |           |             |           |           |          |            | 26       |               |
| Ginnastica         | Ginnastica artistica |            | 1          | 1         | 2           | 5        | 5         |             |           |           |          |            |          | 20            |
| Ginnastica         | Ginnastica ritmica   |            |            |           |             |          |           |             | 1         | 1         | 4        |            |          | 20            |
| Hockey             | Hockey               |            | ●          | ●         | ●           | ●        | ●         | ●           | ●         | ●         | ●        | 1          | 1        | 2             |
| Judo               | Judo                 |            |            |           |             | 5        | 4         | 5           |           |           |          |            |          | 14            |
| Bocce              | Bocce                |            | ●          | ●         | ●           | 2        | 3         | 1           | ●         | 2         | 3        |            |          | 11            |
| Netball            | Netball              |            | ●          | ●         | ●           | ●        | ●         | ●           | ●         | ●         | ●        | 1          |          | 1             |
| Para powerlifting  | Para powerlifting    |            |            |           |             |          |           |             | 4         |           |          |            |          | 4             |
| Rugby a 7          | Rugby a 7            |            | ●          | ●         | 2           |          |           |             |           |           |          |            |          | 2             |
| Squash             | Squash               |            | ●          | ●         | ●           | ●        | ●         | 2           | ●         | ●         | ●        | 1          | 2        | 5             |
| Tennis da tavolo   | Tennis da tavolo     |            | ●          | ●         | ●           | 1        | 1         | ●           | ●         | ●         | 3        | 4          | 2        | 11            |
| Triathlon          | Triathlon            |            | 2          |           | 3           |          |           |             |           |           |          |            |          | 5             |
| Sollevamento pesi  | Sollevamento pesi    |            |            | 4         | 3           | 3        | 3         | 3           |           |           |          |            |          | 16            |
| Wrestling          | Wrestling            |            |            |           |             |          |           |             |           | 6         | 6        |            |          | 12            |
| Finali nel giorno  | Finali nel giorno    |            | 16         | 23        | 25          | 28       | 37        | 30          | 16        | 16        | 34       | 46         | 12       | 283           |
| Totale eventi      | Totale eventi        |            | 16         | 39        | 64          | 92       | 129       | 159         | 175       | 191       | 225      | 271        | 283      | 283           |
| Luglio/agosto 2022 | Luglio/agosto 2022   | giovedì 28 | venerdì 29 | sabato 30 | domenica 31 | lunedì 1 | martedì 2 | mercoledì 3 | giovedì 4 | venerdì 5 | sabato 6 | domenica 7 | lunedì 8 | Totale eventi |
| Luglio/agosto 2022 | Luglio/agosto 2022   | Luglio     | Luglio     | Luglio    | Luglio      | Agosto   | Agosto    | Agosto      | Agosto    | Agosto    | Agosto   | Agosto     | Agosto   | Totale eventi |

## Marketing

### Emblema
L'emblema ufficiale è stato svelato il 27 luglio 2019 a Centenary Square durante il Commonwealth Social festival. È stato progettato dall'agenzia locale RBL, con sede a Leamington Spa, e l'emblema è una forma a "B" triangolare frastagliata formata da linee sfumate blu-gialle che rappresentano i principali luoghi collegati dei Giochi in tutte le West Midlands. Questo emblema è anche il primo a utilizzare il nuovo marchio per la CGF, ora etichettato come Commonwealth Sport. Ha ricevuto principalmente una reazione positiva dalla gente del posto e sui social media e alcuni lo hanno paragonato all'emblema delle Olimpiadi e delle Paralimpiadi estive del 2012 tenutesi a Londra.

### Sponsor
I partner ufficiali dei Giochi del Commonwealth del 2022 sono Longines, l'Università di Birmingham, E.ON, Chase, Severn Trent e Dettol.

### Mascotte
La mascotte ufficiale dei Giochi del Commonwealth di Birmingham 2022 è Perry, un toro multicolore. Perry prende il nome da un'area di Birmingham, Perry Barr, all'interno della quale si trovano Perry Park e il principale stadio di atletica leggera, l'Alexander Stadium. Il toro ha una lunga storia come simbolo di Birmingham ed è stato accolto positivamente dal pubblico al momento del lancio. Perry è stato progettato da Emma Lou, dieci anni, di Bolton.

## Preoccupazioni e controversie
Nel giugno 2017, durante la preparazione dell'offerta di Birmingham per i Giochi del Commonwealth del 2022, il comitato propose di rinnovare l'Alexander Stadium e di utilizzarlo per ospitare l'atletica leggera e le cerimonie dei Giochi. Ma nell'agosto 2017, l'ex capo della UK Athletics (UKA), Ed Warner, propose il London Stadium di Londra per ospitare gli eventi atletici mentre Birmingham e West Midlands avrebbero ospitato il resto degli eventi sportivi. Il London Stadium aveva ospitato le gare di atletica leggera e le cerimonie di apertura e chiusura delle Olimpiadi e delle Paralimpiadi estive del 2012, nonché dei Campionati mondiali di atletica leggera e di quelli para atletici del 2017. Ed Warner affermò che era possibile risparmiare fondi sufficienti utilizzando lo stadio di Londra piuttosto che rinnovare l'Alexander Stadium.
L'11 aprile 2018, il primo ministro britannico Theresa May visitò l'Alexander Stadium e annunciò che lo stadio sarebbe stato rinnovato per i Giochi al costo di 70 milioni di sterline. Affermò che l'investimento sarebbe andato a beneficio della comunità locale e della regione delle West Midlands.
Nel febbraio 2019, il consigliere Paul Tilsley affermò che l'Alexander Stadium ristrutturato sarebbe diventato un elefante bianco dopo i Giochi poiché non era stato identificato alcun utilizzo a lungo termine per lo stadio. Era anche preoccupato per l'organizzazione del finanziamento dei Giochi e affermò che spendere fondi per organizzare i Giochi avrebbe potuto indebitare pesantemente il consiglio.
Il 21 giugno 2019, il consiglio comunale di Birmingham rese pubbliche le immagini e i progetti per la ristrutturazione dell'Alexander Stadium e affermò che avrebbe creato una risorsa per l'area di Perry Barr in cui si trova. Il consiglio affermò che lo stadio sarebbe potuto diventare la sede permanente dell'UKA e ospitare importanti eventi di atletica leggera come gli Anniversary Games, che si tengono attualmente allo stadio di Londra.
Il 30 gennaio 2020, il comitato di pianificazione del consiglio comunale di Birmingham ha approvato i piani di ristrutturazione dell'Alexander Stadium che costerebbero 72 milioni di sterline. Lo stadio rinnovato ospiterebbe anche una serie di società tra cui Birchfield Harriers Athletics Club e Birmingham City University.
Il 5 maggio 2022 il Daily Telegraph ha riferito che l'UKA stava cercando di rinunciare ai suoi diritti per ospitare importanti eventi di atletica leggera allo stadio di Londra, aprendo la strada a un possibile passaggio a Birmingham sulla scia dei Giochi. Ciò contraddiceva l'affermazione dell'ex capo dell'UKA Ed Warner secondo cui spostare i principali eventi di atletica leggera da Londra a Birmingham non sarebbe stato attraente per l'UKA.
Gli eventi di ciclismo su pista saranno ospitati presso il velodromo London Velopark a Londra, che si trova a 218 km dalla città ospitante dei Giochi, Birmingham. Ciò è stato confermato da Ian Ward, leader del consiglio comunale di Birmingham e capo dell'offerta Birmingham 2022, il giorno dell'annuncio della città ospitante dei Giochi. Ha citato il motivo per cui le West Midlands non dispongono di una struttura adatta per ospitare il ciclismo su pista. Il comitato di offerta di Birmingham aveva studiato l'utilizzo della Derby Arena di Derby per tenere il ciclismo su pista o la conversione dell'Arena Birmingham in un velodromo temporaneo, ma ha scelto di utilizzare il velodromo Lee Valley VeloPark di Londra. Il Lee Valley VeloPark si trova nel Queen Elizabeth Olympic Park a Stratford, nella zona est di Londra e ha già ospitato il ciclismo su pista delle Olimpiadi e delle Paralimpiadi estive del 2012, nonché i Campionati del mondo di ciclismo su pista UCI 2016.

## Medagliere
| Posiz. | Nazione       | Oro | Argento | Bronzo | Totale |
| ------ | ------------- | --- | ------- | ------ | ------ |
| 1      | Australia     | 67  | 57      | 65     | 179    |
| 2      | Inghilterra   | 58  | 65      | 53     | 176    |
| 3      | Canada        | 26  | 32      | 34     | 92     |
| 4      | India         | 22  | 16      | 23     | 61     |
| 5      | Nuova Zelanda | 20  | 12      | 17     | 49     |
| 6      | Scozia        | 13  | 11      | 27     | 51     |
| 7      | Nigeria       | 11  | 9       | 14     | 34     |
| 8      | Galles        | 8   | 6       | 14     | 28     |
| 9      | Sudafrica     | 7   | 9       | 11     | 27     |
| 10     | Malaysia      | 7   | 8       | 8      | 23     |

## Diritti di trasmissione
Nel novembre 2019, Sky New Zealand ha acquisito i diritti per trasmettere i Giochi del 2022 e del 2026 in Nuova Zelanda e nelle Isole del Pacifico. Nel luglio 2020, la società di produzione Sunset+Vine è stata nominata emittente ospite dell'evento. Nell'ottobre 2020, la BBC ha acquisito i diritti per trasmettere l'evento nel Regno Unito. Nell'ottobre 2021, Seven Network ha acquisito i diritti per trasmettere i Giochi del 2022 in Australia.
| Paese         | Titolare dei diritti | Note   |
| ------------- | -------------------- | ------ |
| Australia     | Seven Network        | [ 93 ] |
| Nuova Zelanda | Sky NZ               | [ 90 ] |
| Regno Unito   | BBC                  | [ 92 ] |